# Sandy Berger
Samuel Richard "Sandy" Berger (28 d'octubre de 1945-2 de desembre de 2015) va ser un advocat nord-americà. Va ser Conseller de Seguretat Nacional del President Bill Clinton entre 1997 i 2001.

## Primers anys
Nascut en Millerton, Nova York, es va graduar en 1967 per la Universitat Cornell, i es va doctorar en Dret en 1971 per la Universitat Harvard. Crític de la guerra de Vietnam, en 1972 va treballar per a la campanya presidencial del Senador George McGovern. Llavors va conèixer per primera vegada a Bill Clinton, com un altre jove advocat que participava en la campanya de McGovern, entaulant una amistat duradora.
En els 70 va ser assistent especial de l'alcalde John Lindsay, de Nova York; i assistent legislatiu del Congressista Joseph Resnick, de Nova York, i del Senador Harold Hughes, de Iowa. Entre 1977 i 1980 va ser Adjunt al Director de Planificació Política del Departament d'Estat, Anthony Lake.
Després d'abandonar el Departament d'Estat, va treballar com a advocat per Hogan & Hartson, una de les signatures jurídiques més antigues de Washington D. C., obrint les seves primeres oficines en Londres i Brussel·les, i contribuint a l'expansió internacional dels seus serveis legals. També va servir com lobbyista per a l'oficina comercial del govern xinès en Washington D. C.

## Conseller de Seguretat Nacional (1997-2001)
En 1988 va recomanar sense èxit a Bill Clinton que es presentés a la Presidència. Quan es va presentar en 1992, Clinton va tenir a Berger com a assessor principal de política exterior en la seva campanya, i després de la victòria electoral va ser assistent del director de l'equip de transició presidencial. A partir de 1993, Berger va servir durant quatre anys com a nombre dos del Conseller de Seguretat Nacional Anthony Lake, al que va succeir en el càrrec en 1997.
Berger va iniciar una revisió dels principis que guiarien la política exterior del segon mandat de Clinton. Aquests incloïen la integració de l'Europa de l'Est amb l'Europa Occidental, sense generar tensions amb Rússia, i donant un contingut a la idea de Defensa europea; major promoció del lliure comerç; millorar la Defensa contra amenaces transnacionals com el terrorisme i el narcotràfic; l'aïllament i contenció de Saddam Hussein; i la promoció d'una comunitat Àsia-Pacífic més fort i estable, estimulant la cooperació comercial amb Xina, i eludint la confrontació pels drets humans. Arxivat 2008-03-06 a Wayback Machine.

## Espionatge nuclear xinès
En 1999, Sandy Berger va ser fortament criticat per haver fallat a l'hora d'informar al President Clinton del seu coneixement que el Govern xinès havia aconseguit adquirir els dissenys d'un nombre d'ogives nuclears nord-americanes. Berger havia estat originalment informat pel Departament d'Energia a l'abril de 1996, sent número dos del Consell de Seguretat Nacional, però no va informar al President fins a juliol de 1997.
La majoria republicana del Congrés va reclamar la resignació o destitució de Berger, per haver ignorat les al·legacions d'espionatge xinès, però el President va recolzar al seu Conseller de Seguretat Nacional. Berger va defensar la seva actuació: "Vaig demanar al Departament d'Energia que aprofundís i intensifiqués les seves investigacions. En unes quantes setmanes, el FBI va obrir una completa investigació del principal sospitós. Així que vaig prendre les accions que vaig considerar apropiades. Rebo una gran quantitat d'informació sobre amenaces cada dia. Haig de prendre una decisió sobre qual informo al President i sobre qual no. En 1997, quan això era ja un problema sistèmic, vaig pensar que era essencial que el President ho sabés."

## Guerra de Kosovo (1999)
Berger, juntament amb diversos caps de la intel·ligència, es va mostrar extremadament caut a l'hora de recolzar una intervenció militar aliada a la frontera entre Sèrbia i Albània, on les forces sèrbies massacraven a la població civil albano-kosovar. Enfront de la determinació de la Secretària d'Estat Madeleine Albright per iniciar l'estratègia de bombardejos, Berger va assumir una posició vacil·lant i indecisa, menys interessada en els drets humans, advertint al President Clinton sobre les implicacions geopolítiques que poguessin tenir les accions.
Berger temia que l'autonomia de Kosovo pogués desencadenar, per efecte va dominar, una cascada de secessions que desorganitzessin la geografia política de la regió, reactivessin, en el si de l'Aliança Atlàntica, el vell antagonisme entre Grècia i Turquia, i posessin en perill els interessos geopolítics dels Estats Units a Europa i Orient Mitjà. També compartia amb els aliats europeus la inquietud pel desenvolupament d'un nou focus d'inestabilitat en el cor d'Europa, i una repetició de la història de Bòsnia. En contra de la voluntat del Departament d'Estat, les precaucions del Consell de Seguretat Nacional van retardar dos mesos l'inici de la intervenció aèria dirigida per l'OTAN.

## Extracció de material classificat
El 19 de juliol de 2004, tres anys i mig després d'haver deixat la Casa Blanca, es va revelar que el Departament de Justícia havia obert una investigació sobre Berger, per haver-se portat documents classificats vinculats amb el terrorisme de l'Arxiu Naiconal. Els fets van succeir poc abans d'haver de presentar-se a declarar davant la comissió investigadora sobre els atemptats de l'11 de setembre de 2001. La majoria del material sostret eren informes sobre la forma en què l'Administració Clinton havia enfrontat les amenaces d'Al-Qaeda en 1999.
Berger es va declarar culpable d'un càrrec de remoció desautoritzada de documents classificats. Va admetre haver tret notes manuscrites col·locant-les entre les seves robes, i haver posat còpies de documents secrets en un portafolio. No obstant això, va dir haver-ho fet sense adonar-se. Va ser multat amb 50 000 dòlars, i sentenciat a dos anys de llibertat condicional, i 100 hores de servei comunitari.

## Últims anys
Després d'abandonar la Casa Blanca en 2001, Berger cofundó la signatura Stonebridge International, que ofereix assessoria a companyies que busquen expandir-se en països com Brasil, Xina, Índia, i Rússia. Forma part de la junta d'assessors de la Partnership for a Secure America, la Brookings Doha Center, i la National Security Network.
En 2004 va col·laborar en la campanya presidencial del Senador John Kerry, com a assessor informal per a assumptes de política exterior, fins que va dimitir per la controvèrsia deslligada per l'extracció de material classificat per atestar davant la Comissió de l'11-S.